# Ronny Loewy
Ronny Loewy (* 10. April 1946 in Tel Aviv; † 9. August 2012 in Frankfurt am Main) war ein deutscher Filmhistoriker.

## Leben
Ronny Loewy wuchs in Israel und in der Bundesrepublik Deutschland auf. Sein Vater war der Literaturwissenschaftler und Exilforscher Ernst Loewy (1920–2002). Ronny Loewy studierte ab 1966 Soziologie und Philosophie in Frankfurt am Main und Hannover.
Ende der 1970er Jahre begann Loewy für das Kommunale Kino Hannover in der Programmorganisation zu arbeiten. Seit 1982 war Loewy Mitarbeiter des Deutschen Filmmuseums in Frankfurt, welches 1984 eröffnet und 2006 in das Deutsche Filminstitut integriert wurde. 1987 war er Kurator der Ausstellung „Von Babelsberg nach Hollywood. Filmemigration aus Nazideutschland“. Es folgten Ausstellungen, Filmreihen und Veröffentlichungen zu Filmexil, Holocaust und Film, Jiddisches Kino, Stanley Kubrick, Max Ophüls, Meyer Levin, Helmar Lerski und Victor Vicas. Von 1992 bis 2005 war er Mitherausgeber der Zeitschrift Filmexil.
Seit 1993 war Loewy Leiter der „Cinematographie des Holocaust“, ein Gemeinschaftsprojekt von Fritz Bauer Institut, Deutschem Filminstitut, beide Frankfurt, und CineGraph, Hamburg. Seit 2007 engagierte sich Loewy in der Leitung des EU Normungs-Projekts „Metadata Standards for Cinematographic Works“.
Sein Bruder Hanno Loewy ist Literatur- und Medienwissenschaftler.

## Filmografie
- Das Jiddische Kino (1983, Regie und Buch mit Hans Peter Kochenrath und Walter Schobert)
- Es war einmal ein Jiddischland (1992, Regie und Buch mit Inge Claßen)
- Auschwitz. Fünf Tage im November (1995, Regie und Buch mit Cilly Kugelmann und Hanno Loewy)
- Willi Münzenberg oder die Kunst der Propaganda (1995, Regie und Buch mit Alexander Bohr)[4]

## Schriften
- Dos jiddišie kino. Kommunales Kino Frankfurt am Main (Hrsg.). Frankfurt am Main 1980.
- Von Babelsberg nach Hollywood. Filmemigranten aus Nazideutschland. Deutsches Filmmuseum. Frankfurt am Main 1987, ISBN 3-88799-010-2.
- Unerschrocken – auf dem Weg nach Palästina: Tereska Torres’ Filmtagebuch von 1947. DuMont-Literatur-und-Kunst-Verlag. Köln 2004, ISBN 3-8321-7890-2.
- mit anderen: Max Ophüls. Edition Text + Kritik, München 2011, ISBN 978-3-869161-34-1.
- mit Katharina Rauschenberger: Der Letzte der Ungerechten. Der Judenälteste Benjamin Murmelstein in Filmen 1942 - 1975. Campus Verlag, Frankfurt am Main/New York 2011, ISBN 978-3-593-39491-6.